# Progomphus occidentalis
Progomphus occidentalis är en trollsländeart som beskrevs av Belle 1983. Progomphus occidentalis ingår i släktet Progomphus och familjen flodtrollsländor. IUCN kategoriserar arten globalt som otillräckligt studerad. Inga underarter finns listade i Catalogue of Life.